# Graf van Jacob van Heemskerck

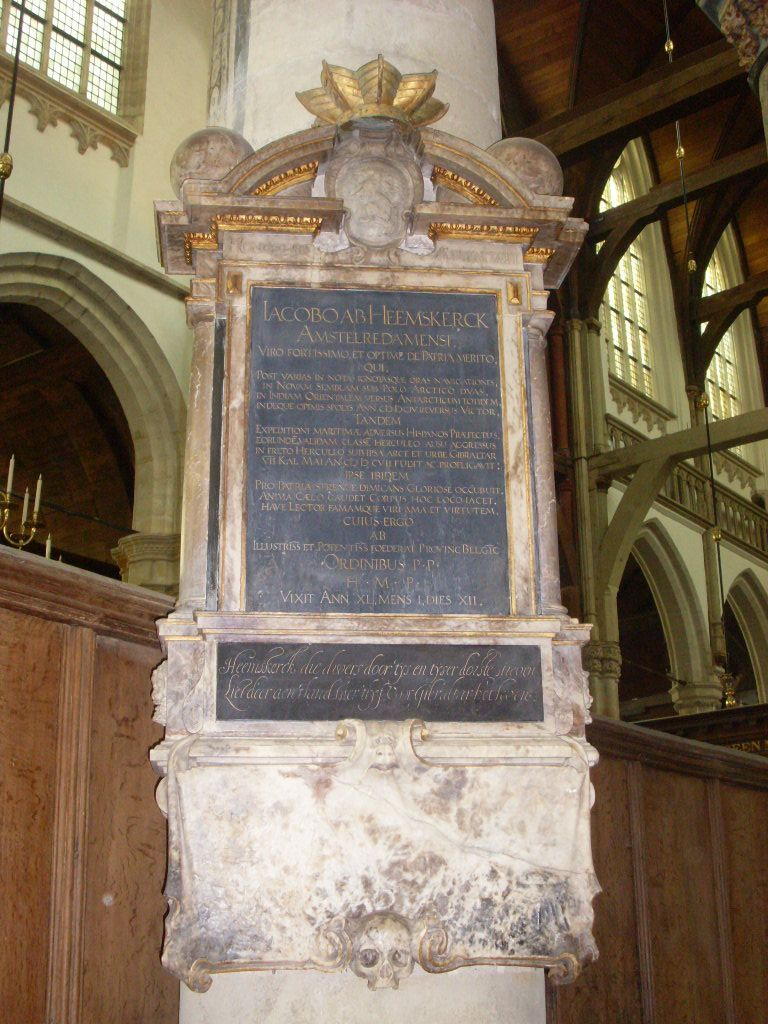
Grafmonument voor Jacob van Heemskerck in de Oude Kerk te Amsterdam; Latijns en Nederlands opschrift

Het graf van Jacob van Heemskerck (1567-1607) bevindt zich in de Oude Kerk in Amsterdam.

## Beschrijving
Het monument in de barok-stijl bestaat uit een plaat van zwartkleurig marmer, dat is gevat in een witmarmeren omlijsting met Dorische pilasters en een halfrond timpaan. Het timpaan bevat een medaillon met het portret van de zeeheld, en is bekroond met een kroon van schepen en twee globes. Aan de onderzijde van het monument zijn mascarons en een schedel aangebracht. Het monument hangt aan een pilaar aan de noordzijde van het koor.
Oorspronkelijk hingen boven het graf de wapenrusting en het zwaard van Jacob van Heemskerck, die hij droeg toen hij sneuvelde. Deze zijn nu opgenomen in de collectie van het Rijksmuseum Amsterdam. Sinds september 2007 hangt schuin boven het monument een model van de Aeolus, het schip waarmee Jacob van Heemskerck voer tijdens de slag bij Gibraltar.
Het eigenlijke graf van Jacob van Heemskerck ligt elders in de Oude Kerk, namelijk in graf 10, tussen twee pilaren aan de noordzijde van het schip. De grafzerk bevat een reliëf met een wapen met klimmende leeuw en een helmteken met drie veren.

## Grafschriften
Het monument bevat een grafschrift in het Latijn dat enkele hoogtepunten uit de carrière van Jacob van Heemskerck weergeeft, alsmede een vermelding van zijn overlijden bij monde van de Staten van de Verenigde Nederlanden. Ook bevat het monument een epigram in het Nederlands door Pieter Corneliszoon Hooft dat luidt als volgt:

Heemskerck, die dwers door 'tys en tyser dorste streven,

Liet d'eer aen 'tland, hier 'tlyf, voor Gibraltar het leven.